# Hannes Olof Gösta Alfvén
Hannes Olof Gösta Alfvén ili Hannes Alfvén (Norrköping, 30. svibnja 1908. – Djursholm, 2. travnja 1995.), švedski fizičar. Odredio je brzinu širenja magnetohidrodinamskih transverzalnih valova (Alfvénovi valovi). Ta otkrića imaju veliku primjenu u astrofizici i kozmologiji, jer tvar u stanju plazme čini gotovo 99% tvari u svemiru, te u modeliranju i dizajniranju fuzijskih reaktora. Poznata je Klein-Alfvénova kozmologija sa svemirom simetrične materije i antimaterije. U toj kozmologiji razlog je širenju svemira u međudjelovanju materije i antimaterije koje su u stanju ambiplazme, a ambiplazma je zapravo sastavljena iz elektron-pozitron i proton-antiproton plinova. Kako se u doticajnim slojevima suprotnih tvari događa anihilacija (poništenje), nastala energija uzrokuje toplinske pojave razdvajanja i širenja polja s materijom od onog s antimaterijom. Alfvénova popularna knjiga iz kozmologije prevedena je i na hrvatski (Svjetovi i antisvjetovi, Zagreb 1971.). Za istraživanja na području magnetohidrodinamike s uspješnim primjenama na različite dijelove fizike plazme dobio Nobelovu nagradu za fiziku 1970. (te je godine nagrađen i L. E. F. Néel). Bio je i predsjednik međunarodne Pugwashke konferencije. Po njemu je nazvan planetoid (1778 Alfvén).

## Magnetohidrodinamika
Magnetohidrodinamika je grana fizike koja proučava električki vodljive fluide (plinove i tekućine) izložene magnetskom polju. Fluidi mogu biti u tekućem (na primjer živa ili talina natrija) ili plinovitom stanju (ionizirani plin). Gibanjem fluida u magnetskom polju nastaje električna struja na koju djeluje magnetsko polje, što proizvodi mehaničke sile koje mijenjaju gibanje. Magnetohidrodinamika je u najnovije doba dobila posebno značenje i primjenu na području geofizičkih (Zemljina jezgra) i astronomska istraživanja (pojave na Suncu), pa se kao potpodručje izdvaja magnetoplazmadinamika.

### Magnetohidrodinamički generator
Magnetohidrodinamički generator ili MHD generator je uređaj koji omogućuje izravnu pretvorbu toplinske energije u električnu. Temelji se na razdvajanju iona i elektrona u plazmi na temperaturi višoj od 3000 K s pomoću magnetskoga polja i na dovođenju električnog naboja na anodu i katodu.
Djelotvornost u MHD generatoru uglavnom nije velika (do 20%) zbog nevelike razlike temperatura na ulazu i izlazu iz kanala generatora jer i izlazna temperatura mora biti dovoljno visoka da se osigura stupanj ionizacije pri kojemu je još moguća energijska pretvorba. Problem s visokim temperaturama na izlazu je i taj što one pospješuju stvaranje štetnih dušikovih oksida (NOx). To se rješava promjenama u sustavu sagorijevanja i hlađenja vrućih plinova.